# Алтатский сельсовет
Алтатский сельсовет — упразднённая административно-территориальная единица и бывшее муниципальное образование со статусом сельского поселения в Пировском районе Красноярского края России.
Административный центр и единственный населённый пункт сельсовета — село Алтат.

## История
Статус и границы сельского поселения установлены Законом Красноярского края от 28 января 2005 года № 13-2900 «Об установлении границ и наделении соответствующим статусом муниципального образования Пировский район и находящихся в его границах иных муниципальных образований»
В декабре 2018 года сельсовет упразднён и включён в Кетский сельсовет.

## Население
| 2010 | 2012 | 2013 | 2014 | 2015 | 2016 | 2017 |
| ---- | ---- | ---- | ---- | ---- | ---- | ---- |
| 111  | ↘106 | →106 | ↘103 | ↘102 | ↗103 | ↘102 |

## Местное самоуправление
Алтайский сельский Совет депутатов
Дата избрания: 14.03.2010. Срок полномочий: 5 лет. Количество депутатов: 7
Глава муниципального образования
- Селиванова Тамара Васильевна. Дата избрания: 14.03.2010. Срок полномочий: 5 лет